# Euglossa laevicincta
Euglossa laevicincta är en biart som beskrevs av Dressler 1982. Euglossa laevicincta ingår i släktet Euglossa, tribus orkidébin, och familjen långtungebin. Inga underarter finns listade.